# 神农溪

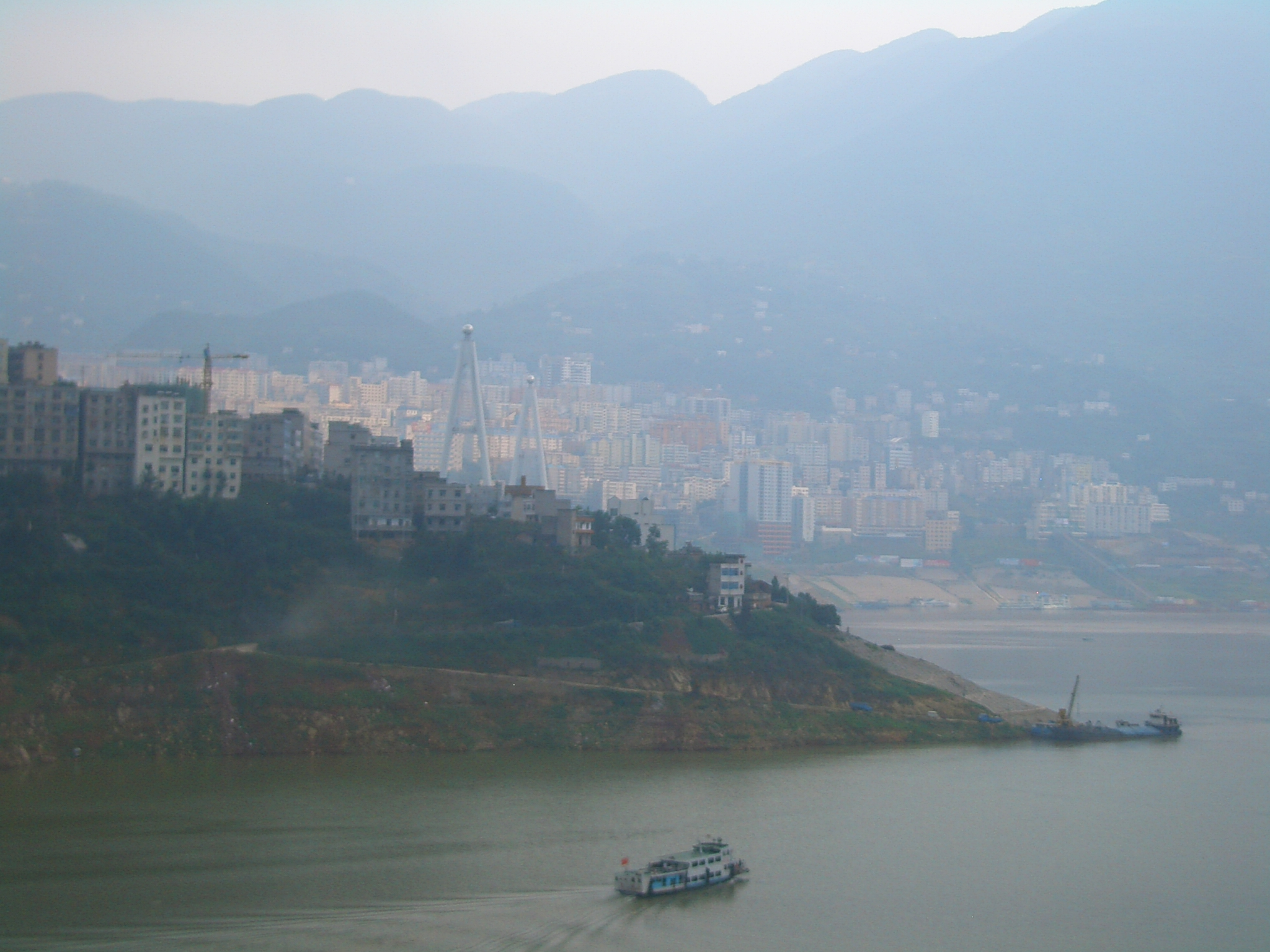
神农溪（图片下方河流）汇入长江，图上方远处为巴东县

神农溪，湖北省巴东县境内的一条河流，全长60公里。
发源于神农架主峰，流经湖北巴东县境内，于巫峡口东汇入长江。是一条常流性溪流，全长60公里，流向自北向南，年均流量20立方米／秒。沿途接纳17条支流，在巴东新县城对岸，西距巫峡口2.5千米的西壤口，破壁注入长江，流域面积1031平方公里，景区总面积300平方公里，森林覆盖率达85％以上。现神农溪附近辟为旅游景区。神农溪水急滩多，故以裸体纤夫拉纤而闻名。